# 瞬間交錯Mii廣場
《瞬間交錯Mii廣場》是預裝於任天堂3DS內的軟體，軟體內可操作由Mii工作室創建之人物，並透過瞬間交錯通訊技術與他人互動。

## 概要
《瞬間交錯Mii廣場》是使用3DS內建的瞬間交錯通訊技術之軟體，該技術可以使處於待機狀態下的3DS與其他處於同樣狀態下的3DS在一定距離內交換資料。